# Championnats d'Europe de char à voile 2007
Navigation
2006 2009
Les 44e championnats d'Europe de char à voile 2007, organisés par le pays hôte sous l'égide de la fédération internationale du char à voile, se sont déroulés du 16 au 21 septembre 2007 à Hoylake en Angleterre et à Pembrey (en) au pays de Galles,.

## Podiums
| Épreuve         | Or                    | Argent           | Bronze           |
| Hoylake         | Hoylake               | Hoylake          | Hoylake          |
| --------------- | --------------------- | ---------------- | ---------------- |
| classe Standart | François Garnavault   | Pablo Reyes      | Yann Demuysere   |
| classe 2        | Johan Sobry           | Ludovic Wasselin | Henri Demuysere  |
| classe 3        | Egon Plovier          | Loïc Dupret      | François Grard   |
| classe 5        | Aurélien Morandière   | Henri Durez      | Hubert Queval    |
| Pembry          |                       |                  |                  |
| Classe 8        | Benjamin Bartholomeus | M. Lutz          | Stephen Schapman |

| Épreuve         | Or                                | Argent               | Bronze        |
| Hoylake         | Hoylake                           | Hoylake              | Hoylake       |
| --------------- | --------------------------------- | -------------------- | ------------- |
| Classe Standart | Marie-Christine Ribaud de Gineste | Christel-Marie Kranz | Julie Saubain |
| Classe 2        | Imke Borowski                     | Marita Vermeulen     |               |
| Classe 5        | Marjorie Bernier                  | Olivia Lys           |               |

## Tableau des médailles par nation
| Rang | Nation    | Or | Argent | Bronze | Total |
| ---- | --------- | -- | ------ | ------ | ----- |
| 1    | France    | 3  | 3      | 3      | 9     |
| 1    | Belgique  | 2  | -      | 2      | 4     |
| 3    | Allemagne | -  | 1      | -      | 1     |
| 4    | Argentine | -  | 1      | -      | 1     |

| Rang | Nation    | Or | Argent | Bronze | Total |
| ---- | --------- | -- | ------ | ------ | ----- |
| 1    | France    | 2  | 2      | -      | 4     |
| 2    | Allemagne | 1  | -      | -      | 1     |
| 3    | Belgique  | -  | 1      | 1      | 2     |